# Pragser Wildsee
El Pragser Wildsee o Llac Prags (italià: Lago di Braies; alemany: Pragser Wildsee) és un llac a les Dolomites de Prags al Tirol del Sud (districte de Pustertal). Pertany al municipi de Prags que es troba a la vall del mateix nom.
Al final de la Segona Guerra Mundial, l'hotel del llac, fou part de l'escenari d'un conegut alliberament de 139 presoners d'alt nivell (anomenats Prominenten) vigilats per guàrdies de les SS nazis, per part de l'exercit alemany (Wehrmacht) en retirada a la península itàlica.

## Galeria

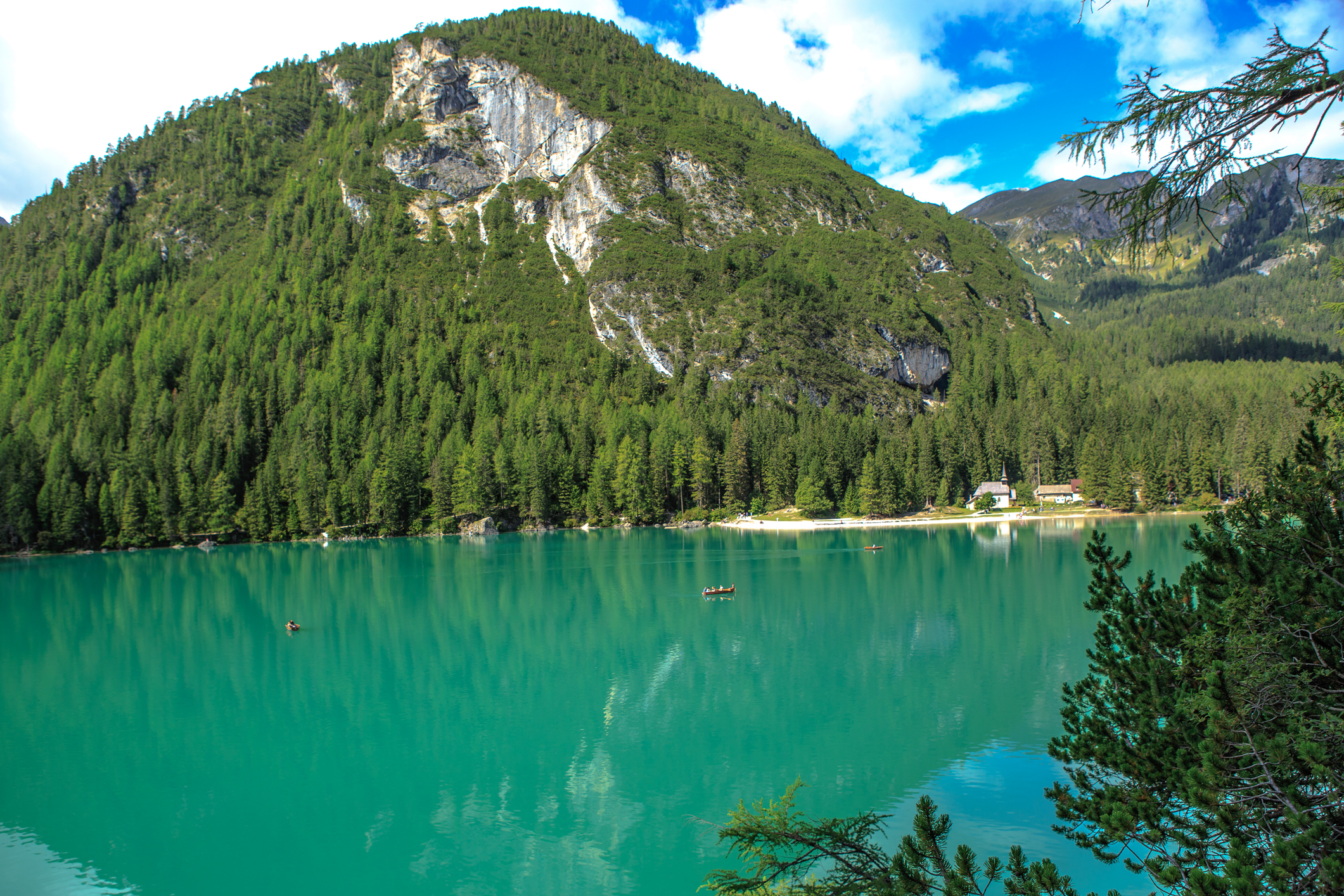
Vista del costat sud de llac
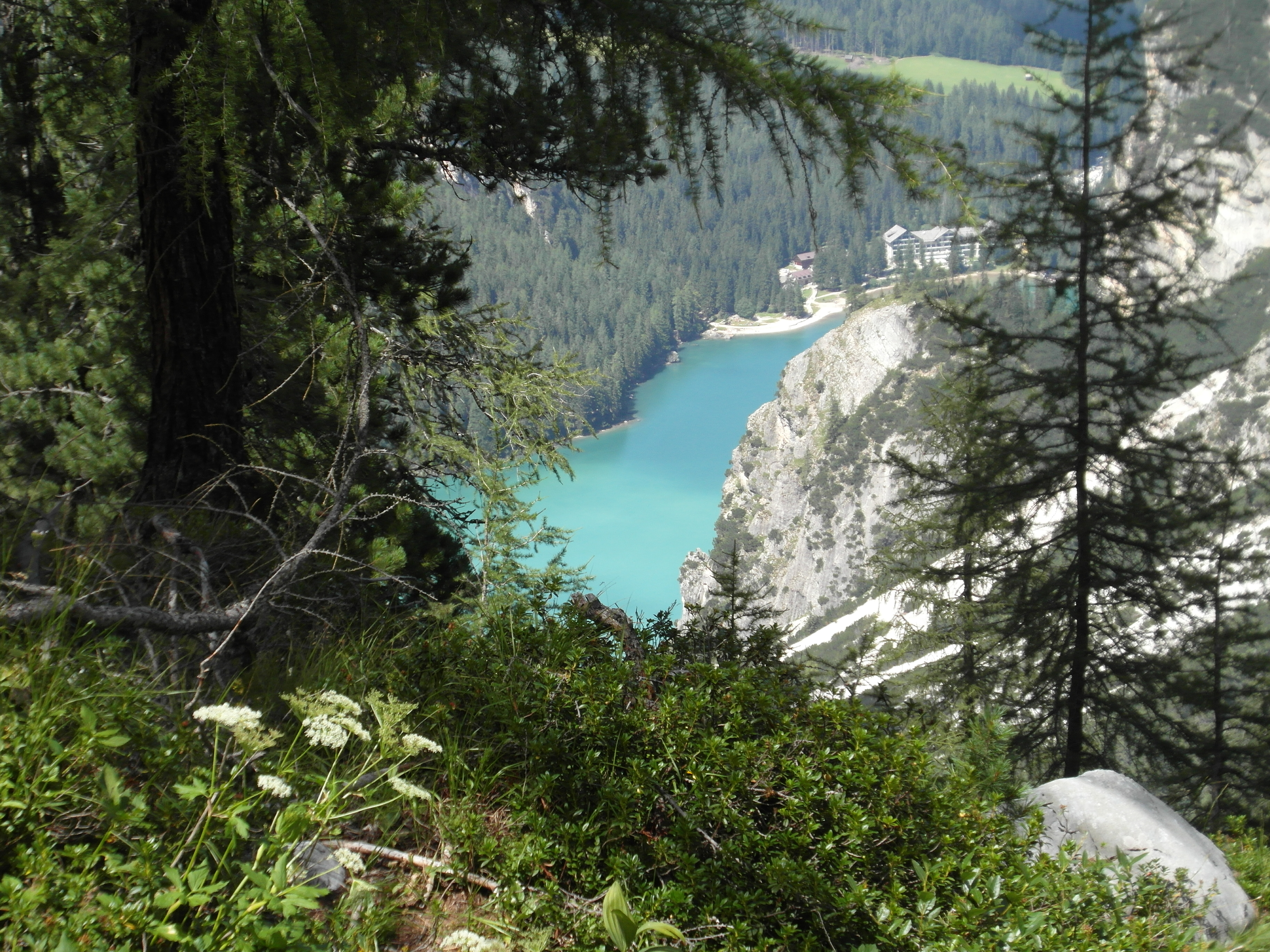
Pragser Wildsee vist des de l'ascensió al Seekofel
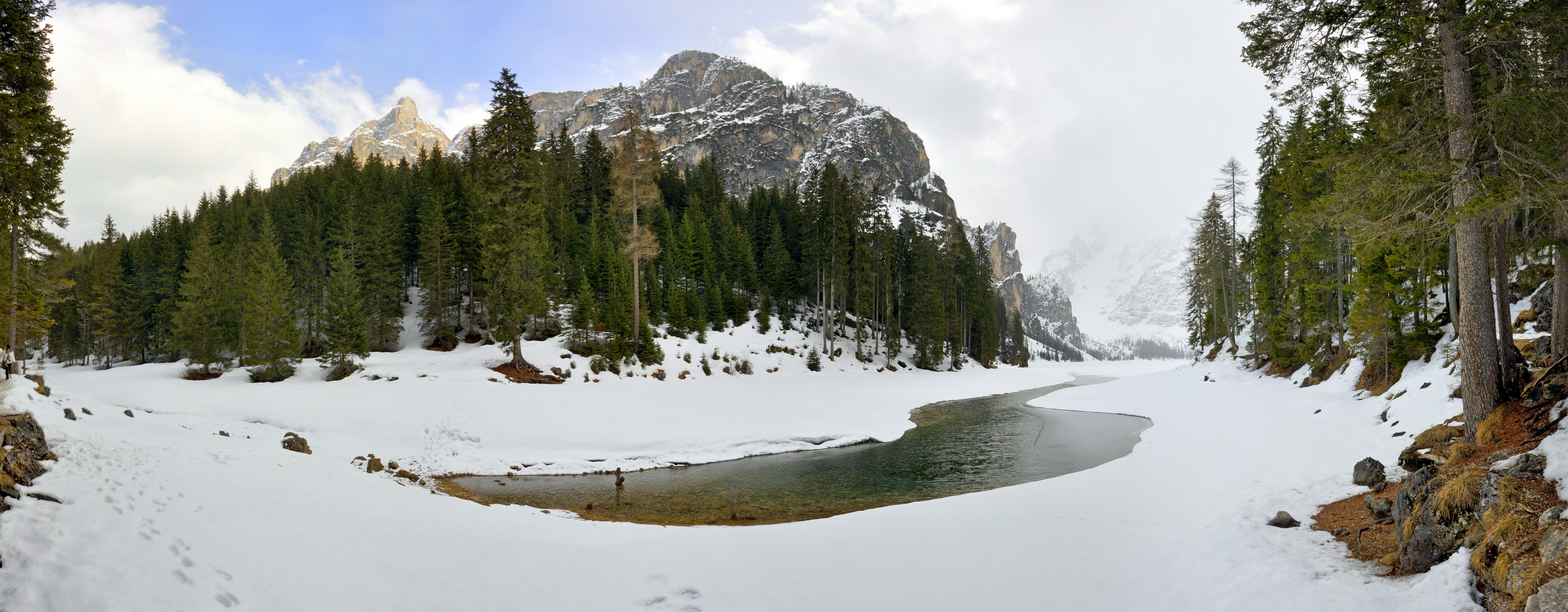
Punta nord de Pragser Wildsee
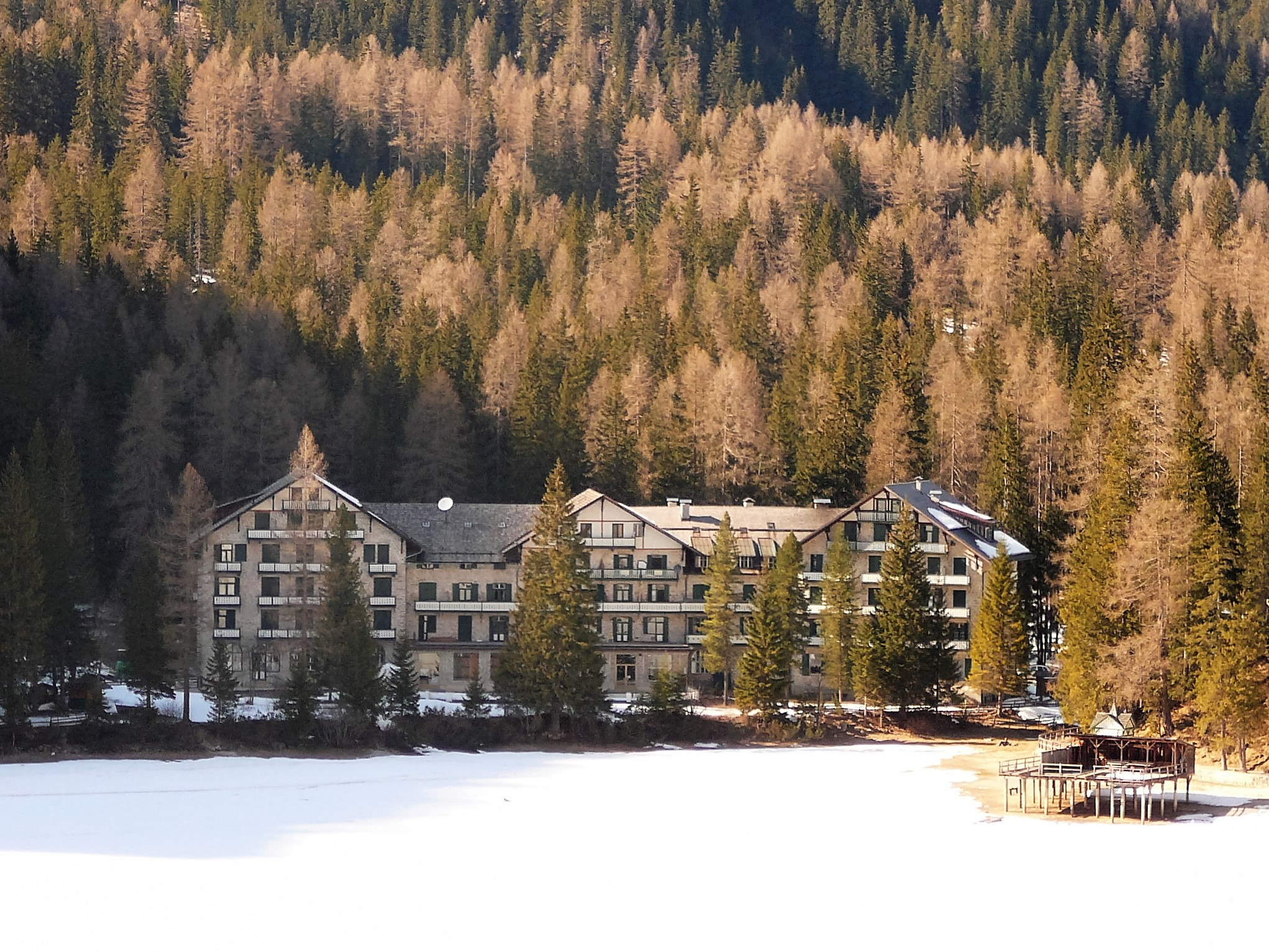
Hotel Pragser Wildsee